# Франческа Манн
Франческа Манхаймер, у шлюбі Розенберг, сценічний псевдонім Манн (польс. Franciszka Mann, Rosenberg-Manheimer, Manheimer, Man, Mannówna; 4 лютого 1917 — 23 жовтня 1943) — польсько-єврейська балерина, що підняла повстання в концтаборі Освенцим.

## Життєпис
Народилася в 1917 році у Варшаві. Франческа з дитинства займалася балетом і у 22 роки посіла четверте місце на Брюссельському танцювальному змаганні серед 125 молодих балерин. Була визнана однією з найкрасивіших і перспективніших молодих балерин свого часу в Польщі (як у класичному, так і в сучасному репертуарі).
У 1936—1939 роках здобула перемоги у конкурсах, стрімко підіймалася кар'єрою. Планувала відкрити власну хореографічну школу і навчати танцю. Одружилася з Мареком Розенбергом.

## Героїчна загибель
На початку Другої світової Франческа Манн ув'язнена в Варшавському гетто. 23 жовтня 1943 року прибула в поїзді разом з іншими 1700 польськими євреями в Освенцим. Новоприбулих не стали реєструвати як ув'язнених, повідомивши, що їх перевезуть в інший концентраційний табір, але спочатку піддадуть дезінфекції. Людей відвели в кімнату перед однією з газових камер і наказали роздягатися. Поки всі в поспіху стягували з себе сукні, кофти і панчохи, Манн задумливо знімала з себе річ за річчю. Помітивши, що охоронці відверто витріщаються на неї, балерина почала виконувати повільний стриптиз. Знявши майже весь одяг, Манн метнула в одного з сержантів туфлю на підборах. Той, витираючи кров з обличчя, розчохлив кобуру, але Манн вихопила у нього пістолет і зробила три постріли.
Поруч стояв один із садистів Освенцима — фельдфебель Шіллінгер, якому Манн двічі поцілила в живіт. Потім вона стріляє в обершарфюрера Квакернака, але промахується, і куля потрапляє в гауптшарфюрера Еммеріха. Постріли Манн послужили сигналом до атаки — кілька сотень розлючених і зневірених бранок напали на десяток есесівців. На постріли прибіг комендант Освенцима полковник Рудольф Гесс, який наказав перекрити всі виходи з будівлі і розстріляти всіх євреїв, що були в роздягальні. Шіллінгер помер того ж дня дорогою в госпіталь. Еммеріх залишився кульгавим на решту життя.
Про Франческу Манн та її подвиг розповідали колишні ув'язнені Освенцима. Є кілька версій смерті балерини: за однією — повстанок розстріляли з автоматів солдати, які збіглися на шум. Інші стверджують, що жінок вивели на вулицю і стратили, а Манн наклала на себе руки за допомогою відібраного пістолета. Версії трохи різняться, але сходяться в розповіді про те, як не дала себе вбити просто так, підняла ув'язнених жінок на нерівну і коротку, але все ж боротьбу.